# Барак (Кыргызстан)
Барак — село с прилегающими сельскохозяйственными угодьями, представляющая собой крупнейший эксклав Кыргызстана площадью около 285 га. Ранее на территории эксклава постоянно проживало около 1 тыс. человек, 99 % киргизы. В селе функционировала школа, где обучалось 202 учеников.
В административном плане село Барак относится к сельской управе Ак-Таш, Кара-Сууский район, Ошская область Киргизской Республики. Географически со всех сторон его окружает Кургантепинский район Андижанской области республики Узбекистан. От основной территории Кыргызстана его отделяет полоса в 1,5 км шириной.
Жители эксклава испытывали большие трудности при пересечении киргизско-узбекской госграницы вследствие блокады эксклава узбекскими властями, что вынуждило жителей покидать эту территорию. В результате наплыва узбекских беженцев 17 июня 2010 года (в связи со Вторыми Ошскими событиями) 250 киргизов были вынуждены покинуть Барак.
Пункт упрощённого пропуска Ак-Таш (Кыргызстан) — Бирлишкен (Узбекистан) в первой половине февраля 2013 года был закрыт узбекской стороной, что крайне затруднило связь жителей эксклава Барак с основной территорией Кыргызстана. В марте 2014 года сообщалось, что хотя по официальным данным, в Бараке должно проживать 153 семьи, трудности вынудили выехать большинство семей, всего в эксклаве осталось только 35 семей. Сообщение с Кыргызстаном производилось два раза в неделю автобусом МЧС Кыргызстана через Кызыл-Кию из Оша. В апреле 2014 года власти Кыргызстана заявили, что в Кара-Сууйском районе Ошской области в местности Сары-Колот они намерены построить новые дома для жителей Барака, которых планировалось переселить на основную территорию Киргизии. В августе 2014 года сообщалось о том, что в Бараке осталось всего 20 семей. Тогда же сообщалось о достижении договорённости между Кыргызстаном и Узбекистаном об обмене территориями: эксклав Барак должен был бы отойти к Узбекистану, который должен, как предполагалось, компенсировать аналогичным по площади участком земли, примыкающим к основной территории Кыргызстана, что связывают со сменой руководства в Узбекистане.
Погранпункт Ак-Таш — Бирлишкен был вновь открыт только 25 декабря 2018 года.
В 2024 году 6 мая президент Кыргызстана Садыр Жапаров дал старт строительству нового села Джаны-Барак на территории Кыргызстана для переселенцев из села Барак.